# たけやま3.5
たけやま3.5（たけやまさんてんご）は、日本の音楽バンド。ツインプラネット所属。

## 概要
2017年8月、「ネクストブレイクオーディションin四国」でグランプリを獲得した武田雛歩を中心にそれぞれ別にスカウトされたモデルの脇田穂乃香と星川遥香が加わり【たけやま3.5】を結成。
バンド名の由来は、ディレクターが仮で付けた、ひらがな4文字の『たけやま』に、レギュラーメンバー 3人 ＋ その都度変わるシークレットメンバー 1人（0.5）＝『3.5』を組み合わせて【たけやま3.5】とした。
結成メンバー全員が愛媛県松山市の出身であり、同市を活動拠点として県内を中心に日本全国のライブハウス、イベント、メディア、各媒体など多方面に出演。また地元の製菓店やボウリング場など各企業ともコラボし愛媛全体を盛り上げていた。後に所属事務所の併合により愛媛と東京が活動拠点となる。後述のように後年は武田のみを固定メンバーとするプロジェクトとなっていた。

## 主な活動歴
2017年8月、武田雛歩、脇田穂乃香、星川遥香で『たけやま3.5』を結成。
2017年11月11日、たけやま3.5「デビューライブ」（松山 W studio RED）に出演。記者会見も開催。
2018年1月、新メンバーとして濵邊咲良が加入し、4人体制となる。グループ名の【3.5】は維持される。
2018年4月1日、1stシングル「TAKEYAMA 3.5」をリリース。
2018年6月、日本女子フットサルリーグのオフィシャルサポーターに就任。
2018年7月14日、「松山中央商店街 土曜夜市2018」に出演。（大街道カリヨン鐘の下）
2018年8月、「TOKYO IDOL FESTIVAL 2018」に初出演。
2018年10月3日、1.5thシングル「LIVE ALIVE ～アレスホーム～」をリリース。ライブツアーを開催。
2018年10月21日、「福角会祭」に出演。
2018年11月4日、「GIRLS MUSIC SQUARE」（大阪amHALL）に武田雛歩と脇田穂乃香が出演。
2018年11月7日、2ndシングル「聖音」をリリース。10日にインストアライブを開催。
2018年11月11日、「たけやま聖誕祭!!Sun天Goー!!」（1周年記念ライブ W studio RED）を開催。
2018年11月24日、「Nagoya Sports応援Fes」（久屋大通公園 光の広場）に出演。
2018年11月24日、「Girls Music Square」（名古屋市 M.I.D）に出演。
2018年11月25日、「帰ってきた日清のどん兵衛！ど～んと食べとぉみ～」（南海放送）に出演。
2018年11月25日、「愛媛松山すごいもの博2018」に出演。
2018年12月8日、「新日本アイドル音楽祭」で優勝する。
2018年12月23日、「京都アイドルカーニバル2018 in 京都タワー」に出演。
2019年1月19日、20日、「たけやまハンパ無いってツーディズ！」（下北沢・北沢GARDEN）に出演。アンコール前に映像「今だから明かす真実」が流れて号泣する。
2019年2月3日、「スノーフェスティバル」（スキー場ソルファオダ）に出演。
2019年2月17日、「ヲタルフェス２」（渋谷Glad）に出演。
2019年2月23日、「初見さんいらっしゃい Vol.2 in 名古屋」を開催。
2019年2月24日、「日本女子フットサルリーグ2018-2019 表彰式」（テバオーシャンアリーナ）にプレゼンテーターとして出演。
2019年3月17日、「カンニング竹山の土曜The NIGHT」（AmebaTV）に出演。同名のカンニング竹山からのラブコールにより初共演。
2019年3月23日、「たけやま祭り2019」（Zepp DiverCity Tokyo）に出演。
2019年3月24日、「たけやま3.5～ CD 聖音 オフ会」（葛西臨海公園）を開催。
2019年4月5日、日本女子フットサルリーグ2019-2020年シーズンの開幕イベントが開かれ「たけやま3.5」が冠スポンサーとなり、正式名称が「たけやま3.5 日本女子フットサルリーグ」になることが発表される。
2019年4月7日、「初見さんいらっしゃい！Vol.10 in 名古屋」を開催。
2019年4月12日、「和牛のA4ランクを召し上がれ!」（南海放送）に出演。※同日より三週連続の出演。
2019年4月20日、「iPop Fes Vol.80」（池袋サンシャインシティ噴水広場）に出演。
2019年5月25日、「初見さんいらっしゃい！Vol.14 in 名古屋」を開催。
2019年6月7日、「金曜ナイトは1000円ワンマン in 名古屋」（伏見ライオンシアター）に出演。
2019年6月22日、「たけやま3.5 ＆ 大野姉妹 with カネハマヒカリ」（名古屋Dt.BLD-3F）に出演。
2019年7月21日、22日、「関ケ原唄姫合戦 2019」（桃配運動公園）に出演。
2019年8月1日、アルバム「Ying&Yang」をリリース。
2019年8月〜10月、「たけやま3.5＆大野姉妹 with カネハマヒカリ 全国縦断ツアー」を大阪、名古屋、東京、札幌、松山、千葉、横浜、浦和で開催。
2019年8月23日、「日切り地蔵祭り」（スカイドーム）に出演。
2019年8月24日、「星川遙香 生誕祭」（マリベール スパイア）を開催。
2019年8月26日、映画「天気の子」舞台挨拶の司会を武田雛歩が担当する。
2019年8月31日、「初見さんいらっしゃい！in 福岡」を開催。
2019年9月22日、「力雅祭りVol.15」（東建ホール）
2019年10月16日付でツインプラネット愛媛の閉鎖に伴いツインプラネットに移籍。
2019年11月1日、「西宇和みかんひろめ隊」に就任する。
2019年11月3日、「カンニング竹山の土曜The NIGHT」（AmebaTV）に武田雛歩が出演。
2019年11月11日、「Q・B・Bベビーチーズの歌」のミュージックビデオに出演。
2020年2月29日、「TAKEYAMA 雛祭り 〜武田雛歩生誕祭 & 3rd single「MANA 4」リリースイベント〜」（W studio RED）
2020年2月29日、「芸能人が本気で考えた！ドッキリGP」（フジテレビ）に武田雛歩、脇田穂乃香、星川遥香が出演。
2020年3月1日、3rdシングル「MANA 4」をリリース。
2020年3月27日〜4月6日、「3rd single 「MANA 4」発売記念ツアー」を愛媛、名古屋、京都、大阪、東京にて開催。
2020年5月17日、「METROCK2020」に出演。
2020年6月、「TWIN PLANET Presents People Get Ready オンラインリモートセッション Vol.0」に出演。
2020年12月12日、「TAKEYAMA大聖誕祭EXTRA」（松山市総合コミュニティセンター文化ホール）に出演。
2020年12月、「愛媛・伊予観光大使(若者応援枠)」に就任する。
2021年4月15日、1st Mini Album「L.O.V.E」をリリース。
2021年8月31日、ギターの濵邊咲良がグループを卒業。
2021年12月23日、「EVERYONE」再録ベストアルバムをリリース。
2022年5月14日〜6月25日、「We love Takeyama Tour ～ホノカに揺れるハルカなる光～」を、大阪、東京、愛知、愛媛で開催。脇田と星川の卒業を発表した。
2022年6月18日、メンバーそれぞれが個別にSHOWROOMで生配信を行った。①星川、②脇田、③武田の順に、支えてもらったファンやお世話になった方々への感謝の気持ち、これまでの活動、グループ卒業後の自身についての話、苦楽を共にしたメンバーへの想いなどをリスナーからの質問やコメントに答える形で語った。
2022年6月30日、ドラムの脇田穂乃香とベースの星川遥香がグループを卒業。2022年7月1日より、ボーカルの武田雛歩のみとなったが自身とメンバーそれぞれの想いと成長を願う武田の意向もあり解散せずに、たけやま3.5を継続することを表明した。
2024年6月29日のライブをもって解散することを発表した。その解散ライブにてひなぷ（武田）と元ベースのはるぽん（星川）による新ユニット「Suupeas」（すーぴーず）の結成が発表され、同年9月3日にデビューシングル「ヘッチャカ」が配信リリースされた。

## メンバー
武田雛歩 - ボーカル
1999年3月3日（26歳）、愛媛県出身、血液型：O型。身長163cm 体重41kg B88/W58/H87 22.5cm。
祖母に連れられ民謡を習い、民謡四国チャンピオンとなる。2017年に行われた「ネクストブレイクオーディションin四国」では約2000人の中から、グランプリを含む3冠受賞。Zipper専属モデルとなる。9頭身美少女として話題になり週刊ヤングマガジンなどでグラビアアイドルとしても活動。たけやま3.5ではリーダーを務める。
2021年3月15日の熱闘!Mリーグにて、日本プロ麻雀連盟第37期後期プロテストに正規合格したことを発表した。

### 元メンバー
濵邊咲良 - ギター
2001年6月14日（23歳）、愛媛県出身、血液型：B型。身長170cm 体重54kg B86/W59/H83 25.0cm。
2016ガールズグランプリ愛媛で準グランプリを受賞して芸能界入りする。2018年1月にはSHOWROOMで開催された「第3回 次世代スターSHOWROOMER決定戦☆」イベントにてグランプリを獲得。ギター未経験だったが2018年1月より新メンバーとして加入。初舞台が"海外フェス"となった。苗字はどちらとも旧字体であり、よく「わたなべ」と誤読されるが、「はまべ」である。
2021年6月14日の生誕祭ライブで8月のツアーをもってのグループ卒業を発表した。
脇田穂乃香 - ドラム
2001年11月14日（23歳）、愛媛県出身、血液型：AB型。身長162cm 体重41kg  B92/W56/H95 23.5cm。
2016ガールズグランプリ愛媛特別賞受賞。集英社「ナツ☆イチッ！オーディション2018」に出場後、「週刊プレイボーイ」で表紙を務めるなどグラビアアイドルとしても活動。ドラムの他、楽曲によってはボーカルも務め、アルトホルンも演奏できる。
星川遥香 - ベース
2002年8月21日（22歳）、愛媛県出身、血液型：O型。身長160cm 体重40kg B84/W53/H89 23.5cm。
14歳で芸能界入り。2017年に伊勢丹ガールに選出。2019年にはゆうちょ銀行のイメージモデルを務めるほか、愛媛県内のCMに7本出演。2018年にはヤングジャンプ「制コレ18」ファイナリストとなる。最年少メンバーでありその可愛さから誰からも愛され多彩に活動した。

## サポートメンバー
押忍！マックス！
たけやま3.5のオフィシャルバックバンド。愛媛県内で活動するバンドから選抜されており楽曲提供も行っている。
テンゴ （0.5）
初代「中村時広」愛媛県知事
二代目「みきゃん」愛媛県マスコットキャラクター
テンゴはライブによってゲスト参加するシークレットメンバーである。

## 作品

### CD

#### シングル
- 『TAKEYAMA 3.5』（1stシングル、2018年4月1日、OM PRODUCTION）
  - 8969
  - Happy Day's
  - Serenade

- 『LIVE ALIVE ～アレスホーム～』（1.5thシングル、2018年10月3日、Kiss Entertainment）
  - Live Alive ～アレスホーム～
  - 8969
  - Serenade

- 『聖音』（2ndシングル、2018年11月7日、OM PRODUCTION）
  - ネト戦記
  - 乙女モード
  - Paint It Blue

- 『MANA 4』（3rdシングル、2020年3⽉1⽇）
  - 排他的感情論
  - ⼈を呪わば⽳⼆つ
  - FAR FAR
  - Timetravelers Rendezvous

#### アルバム
- 『Ying&Yang』（2019年8月1日）

- 『EVERYONE』再録ベストアルバム（2021年12月23日）

### DVD
- 『たけやま祭り2019』 - Zeppワンマンライブ（2019年3月23日 Zepp DiverCity(TOKYO)）の映像を収録

## 出演

### テレビ
- たけやま3.5のハンパNIGHT！～たけやま3.5が3.5分でまとめます～（2019年4月2日 - 2022年6月28日）南海放送
- たけやま3.5の夏休み（2019年9月7日 - 9日）TBSチャンネル1（東京から愛媛まで車移動で各所を巡り夏休みを体験した)
- たけやま3.5 雛歩の紙散歩（2022年7月6日 - ）南海放送 毎週水曜日深夜1:29〜

### ラジオ
- 驚異の顔面偏差値 たけやま3.5の顔だけじゃないもん！（南海放送ラジオ）（2019年4月5日〜2022年6月29日）
- ラジオdeたけやま （FM愛媛）（2021年4月4日〜2022年6月26日）
- カモ☆れでぃ★Night！（FM愛媛）
- たけやま3.5 武田雛歩の嶺上開花！（南海放送ラジオ）（2022年7月6日〜）「痛快！杉作Ｊ太郎のどっきりナイト７」内（毎週水曜日20:30〜）

### CM
- 金時のさぶ （株式会社ハタダ）
- 株式会社ひめライス「令和初だぜ♪新米キャンペーン」（2019年8月23日-、四国放送）